# Eddie Gomez
Edgar Gomez, detto Eddie (Santurce, 4 ottobre 1944), è un contrabbassista jazz portoricano.
La sua fama è legata principalmente alle collaborazioni con Bill Evans, con cui registrò assiduamente dal 1966 al 1977.

## Biografia
In giovane età Gomez emigrò con la sua famiglia negli USA per vivere a New York.  Qui iniziò a suonare il contrabbasso, alla New York City High School of Music and Art. Ha suonato nella Newport Festival Youth Band (diretta da Marshall Brown) dal 1959 al 1961, e si è laureato alla Juilliard nel 1963.
Durante la sua carriera ha collaborato con jazzisti come Miles Davis, Bill Evans, Dizzy Gillespie, Gerry Mulligan, Benny Goodman, Antonio Faraó, Buck Clayton, Marian McPartland, Paul Bley, Wayne Shorter, Steve Gadd, Jeremy Steig, Herbie Hancock, Tony Williams, Al Foster, Chick Corea, Dado Moroni, Carli Muñoz, Michel Petrucciani e Colombo Menniti.
La sua fama è dovuta anche alla registrazione di due album con il gruppo fusion Steps Ahead, dove militava anche il sassofonista Michael Brecker: l'omonimo Steps Ahead del 1983 e Modern Times del 1984.